# Hi Hi Puffy AmiYumi: Music From the Series
Para acompañar el éxito de la serie Hi Hi Puffy AmiYumi, la producción lanzó un CD con muchas de las canciones que suenan en la serie, incluyendo el tema principal y también el tema de Los Jóvenes Titanes que es interpretado por Puffy AmiYumi. El CD fue editado en Japón, Norteamérica e Hispanoamérica y la edición de Japón tiene distinta carátula a la de Norteamérica e Hispanoamérica.

## En Japón
1. Hi Hi
2. Friends forever
3. Planet Tokyo
4. Joining a fan club
5. Forever
6. V·A·C·A·T·I·O·N
7. Love so pure
8. True Asia/Asia no jushin (アジアの純真) English Version
9. Boogie Woogie No.5 (ブギウギ No.5)
10. Kore ga Watashi no Ikiru Michi (これが私の生きる道)
11. Sunrise
12. Umi Eto (海へと)
13. Juni Gatsu (12月)
14. Teen Titans theme

Bonus tracks:
1. Hi Hi (Remix PUFFY Club)
2. Teen Titans theme (Hi Hi Puffy Club Mix')

## En Norteamérica
1. Hi Hi
2. Friends forever
3. Planet Tokyo
4. Joining a fan club
5. Forever
6. V·A·C·A·T·I·O·N
7. Love so pure
8. True Asia/Asia no jushin (アジアの純真) English Version
9. Boogie Woogie No.5 (ブギウギ No.5)
10. Kore ga Watashi no Ikiru Michi (これが私の生きる道)
11. Sunrise
12. Umi Eto (海へと)
13. Juni Gatsu (12月) -December-
14. Teen Titans theme

## En Hispanoamérica
1. Hi Hi
2. Friends forever
3. Planet Tokyo
4. Joining a fan club
5. Forever
6. V·A·C·A·T·I·O·N
7. Love so pure
8. True Asia/Asia no jushin (アジアの純真) English Version
9. Boogie Woogie No.5 (ブギウギ No.5)
10. Kore ga Watashi no Ikiru Michi (これが私の生きる道)
11. Sunrise
12. Umi Eto (海へと)
13. Juni Gatsu (12月)
14. Teen Titans theme

Bonus Track (España y Latinoamérica):
1. Hi Hi (En Español)

Bonus Track (Portugal y Brasil):
1. Hi Hi (En Portugués)

## En Europa
1. Hi Hi
2. Friends forever
3. Planet Tokyo
4. Joining a fan club
5. Forever
6. V·A·C·A·T·I·O·N
7. Love so pure
8. True Asia/Asia no jushin (アジアの純真) English Version
9. Boogie Woogie No.5 (ブギウギ No.5)
10. Kore ga Watashi no Ikiru Michi (これが私の生きる道)
11. Sunrise
12. Umi Eto (海へと)
13. Juni Gatsu (12月)
14. Teen Titans theme

Bonus Tracks:
1. Kazamakaze Futaritabi (風まかせ二人旅)
2. Sui Sui (スイスイ)
3. Puffy's Rule (パフィーのルール)

## Sencillos
1. Hi Hi

- Datos: Q2077246